# Legal
Legal is een plaats in de Canadese provincie Alberta en telt 1192 inwoners (2006).